# Asteia tonnoiri
Asteia tonnoiri är en tvåvingeart som beskrevs av Malloch 1930. Asteia tonnoiri ingår i släktet Asteia och familjen smalvingeflugor. Inga underarter finns listade i Catalogue of Life.